# Тасіл (нохія)
Нохія Тасіл (араб. ناحية تسيل) — нохія у Сирії, що входить до складу мінтаки Ізра мухафази Дар'а. Адміністративний центр — поселення Тасіл.
До нохії належать такі поселення:
- Тасіл → (Tasil);
- Аль-Баккар → (al-Bakkar);

Нохія Тасіл на мапі мінтака Ізра

- Аль-Баккар Шаркі → (al-Bakkar Sharqi).